# Terminal Parque Dom Pedro II
El Terminal Parque Dom Pedro II es una estación de omnibuses inaugurada en 1996. Está ubicada en la Región Central de São Paulo, junto al Parque Dom Pedro II. Está ubicada en la Avenida del Exterior y cercana a la Avenida do Estado. Atiende a los ómnibus de la SPTrans. Es considerada la terminal con mayor movimiento de la ciudad, por donde circulan diariamente más de 160 mil personas, atendiendo principalmente las regiones Este, Sudeste y Nordeste de la ciudad. El Terminal Parque Dom Pedro II está anexo al Terminal Mercado, punto inicial del Expresso Tiradentes, por medio de una pasarela que también da acceso a las seis plataformas del Terminal Dom Pedro II.
Contiene 75 líneas en operación y 3 líneas de pasaje. Algunas decenas de líneas de la SPTrans con destino a la región Sudeste (Ipiranga, Sacomã, Heliópolis, São João Clímaco, etc.), fueron modificadas para la Terminal Sacomã, con la inauguración del Expresso Tiradentes, en 2007. La Terminal Parque Dom Pedro II está unida con la Terminal Mercado, punto de inicio del Expresso Tiradentes, por medio de una pasarela, que también da acceso a las seis plataformas de la Terminal Dom Pedro II.